# Amerohelea nelsoni
Amerohelea nelsoni är en tvåvingeart som beskrevs av Eileen D. Grogan och Wirth 1981. Amerohelea nelsoni ingår i släktet Amerohelea och familjen svidknott. Inga underarter finns listade i Catalogue of Life.